# العجيج بالرين (القويعية)
العجيج بالرين، هي قرية من فئة (أ) تقع في محافظة القويعية، والتابعة لمنطقة الرياض في السعودية. وتبعد العجيج بالرين عن محافظة القويعية بمسافة تقارب () كم.